# Stokely Carmichael

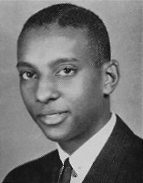
Stokely Carmichaels Abschlussfoto der Bronx High School of Science in 1960

Kwame Ture (* 29. Juni 1941 als Stokely Carmichael in Port of Spain, Trinidad und Tobago; † 15. November 1998 in Conakry, Guinea) war ein US-amerikanischer Bürgerrechtler.

## Leben
Stokely Carmichael wuchs in Port of Spain auf. Im Alter von elf Jahren wurde er von seinen Eltern, die ihn bei ihrer Emigration in die USA bei seinen Großeltern zurückgelassen hatten, zu ihnen nach New York City nachgeholt.
In New York beteiligte sich Carmichael ab 1961 an Demonstrationen gegen die Rassentrennung in den Südstaaten. Von 1966 bis  Ende 1967 war er Vorsitzender des Student Nonviolent Coordinating Committee und sprach in dieser Funktion auf der lateinamerikanischen Solidaritätskonferenz (OLAS-Konferenz) in Havanna, was ihn weltweit bekannt machte. In seiner Schrift Black Power (1967) prägte und definierte er erstmals den Begriff des institutionellen Rassismus.

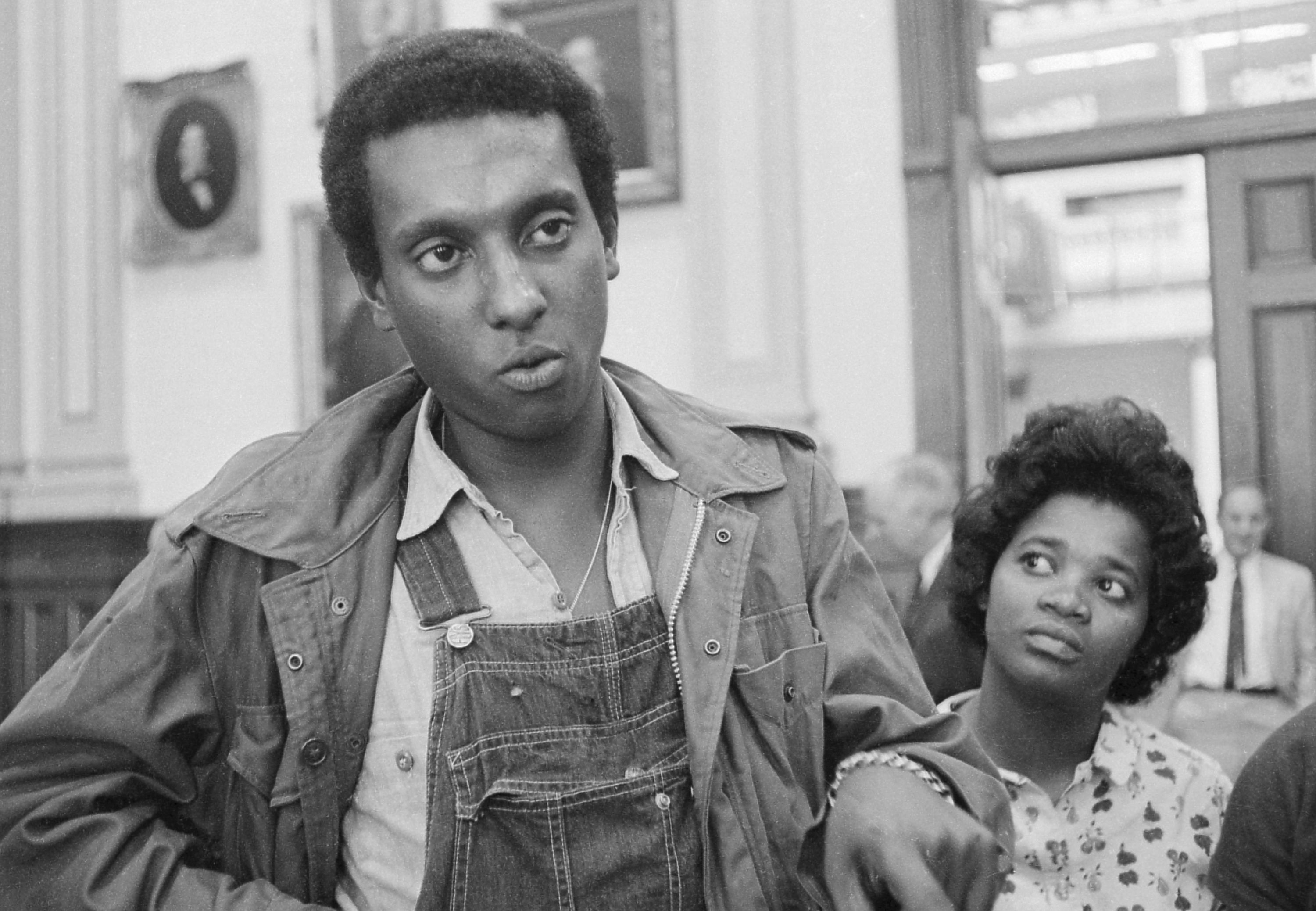
Carmichael bei einer Pressekonferenz, Mississippi 1966

Nach der Ermordung Martin Luther Kings 1968 war für ihn das Prinzip Gewaltfreiheit gescheitert. Er rief zum Guerillakampf auf. 1968 wurde er zu einem führenden Mitglied der Black Panther Party, die er bald wieder verließ, weil er unter „Black Power“ die Vereinigung aller Schwarzen ungeachtet ihrer Klassenzugehörigkeit gegen das weiße Amerika verstand.
Zusammen mit der Jazz-Sängerin Miriam Makeba, die er 1968 heiratete, wanderte er nach Guinea aus, wo er den Namen Kwame Ture annahm – zu Ehren Kwame Nkrumahs, der Ghanas Unabhängigkeit von Großbritannien angeführt hatte, und Sékou Tourés, der in Guinea eine ähnliche Rolle gespielt hatte und als Staatspräsident Carmichael und Makeba einlud, in Guinea zu leben. Bis zu seinem Tod war er Mitglied der von Nkrumah gegründeten panafrikanischen All-African People’s Revolutionary Party.
Stokely Carmichael starb an Prostatakrebs.

## Zitat
„Dr. Kings Grundsatz lautete: Wenn Sie gewaltlos sind und leiden, wird Ihr Gegner Ihr Leiden sehen und bewegt sein, dass sein Herz sich ändert. Das ist sehr gut. Er machte nur eine falsche Annahme. Damit Gewaltlosigkeit funktioniert, muss Ihr Gegner ein Gewissen haben. Die Vereinigten Staaten haben keines.“

## Schriften
- mit Charles Vernon Hamilton: Black Power. Die Politik der Befreiung in Amerika. Hans E. Günther, Stuttgart 1968; Neuausgabe: Fischer Taschenbuchverlag, Frankfurt am Main 1969. Zuerst englisch bei Random House, New York 1967.[2]
- Die Dritte Welt, unsere Welt. Thesen zur Schwarzen Revolution (= Voltaire Flugschrift, Nr. 20). Berlin 1969.
- Der schwarzen Befreiung entgegen. In: Gerhard Amendt (Hrsg.): Black Power. Dokumente und Analysen. Übersetzt von Hanne Herkommer. Suhrkamp, Frankfurt am Main 1970, S. 34–48.